# Hermann Josef Buchkremer
Hermann Josef Buchkremer (* 11. Mai 1940) ist ein deutscher Physiker und ehemaliger Rektor der Fachhochschule Aachen.

## Leben und Wirken
Nach seiner Schulzeit studierte Buchkremer Physik an der Universität Köln und der RWTH Aachen, wo er seine Diplom-Hauptprüfung absolvierte. Anschließend arbeitete er als wissenschaftlicher Mitarbeiter am Institut für Straßenwesen der RWTH Aachen, bevor er an das Institut für Reaktorsicherheit der Kernforschungsanlage Jülich wechselte. Nach der Gründung der Fachhochschule Aachen mit ihrem Standort in Jülich erhielt Buchkremer eine Dozentenstelle im Fachbereich Physikalische Technik, Neutronen- und Atomphysik und wurde einige Jahre später zum Professor ernannt. Darüber hinaus übernahm er ab 1974 an der Hochschule die Unterrichtung der allgemeinbildenden Fächer, wozu er sich zu deren Vorbereitung zwischen 1970 und 1998 an allen Funkkollegs der Quadriga-Rundfunkanstalten (HR, SDR, SR, SWF) beteiligte und jeweils mit sehr gut abschloss. Schließlich wurde Buchkremer im Jahr 1986 zum Sprecher der Abteilung Jülich und in der Nachfolge von René Flosdorff von 1991 bis zu seiner Pensionierung im Jahr 2005 zum Rektor der der FH Aachen gewählt.
Als Buchkremers Hauptverdienst anzusehen ist die Einführung des „Freshman-Institute“ an der FH Aachen, das als Studienkolleg für ausländische Studierende eine fachliche und sprachliche Brücke zwischen Schule im Heimatland und Studium in Deutschland und damit einen optimalen Einstieg für ein Studium in Deutschland bieten. Neben dem Standort Geilenkirchen, der 2010 erweitert wurde.
Für seine Verdienste um die Fachhochschule Aachen wurde Buchkremer im Jahr 2010 zum Ehrensenator der Hochschule ernannt.